# Grenier-Montgon
Grenier-Montgon (okzitanisch gleichlautend) ist eine französische Gemeinde mit 111 Einwohnern (Stand 1. Januar 2022) im Département Haute-Loire in der Region Auvergne-Rhône-Alpes (vor 2016 Auvergne). Sie liegt im Arrondissement Brioude und im Kanton Sainte-Florine.

## Geographie
Grenier-Montgon liegt etwa 56 Kilometer nordwestlich von Le Puy-en-Velay. Im Westen des Gemeindegebietes verläuft der Fluss Alagnon, in den hier die Violette mündet.

### Nachbargemeinden
Umgeben wird Grenier-Montgon von den Nachbargemeinden Espalem im Norden und Nordosten, Saint-Beauzire im Osten, Lubilhac im Südosten, Massiac im Süden sowie Blesle im Westen und Nordwesten.

## Bevölkerungsentwicklung
| Jahr                       | 1962 | 1968 | 1975 | 1982 | 1990 | 1999 | 2006 | 2017 |
| Einwohner                  | 120  | 120  | 133  | 149  | 129  | 123  | 113  | 115  |
| Quellen: Cassini und INSEE |      |      |      |      |      |      |      |      |

## Verkehr
Durch die Gemeinde verläuft die Autoroute A 75.

## Sehenswürdigkeiten

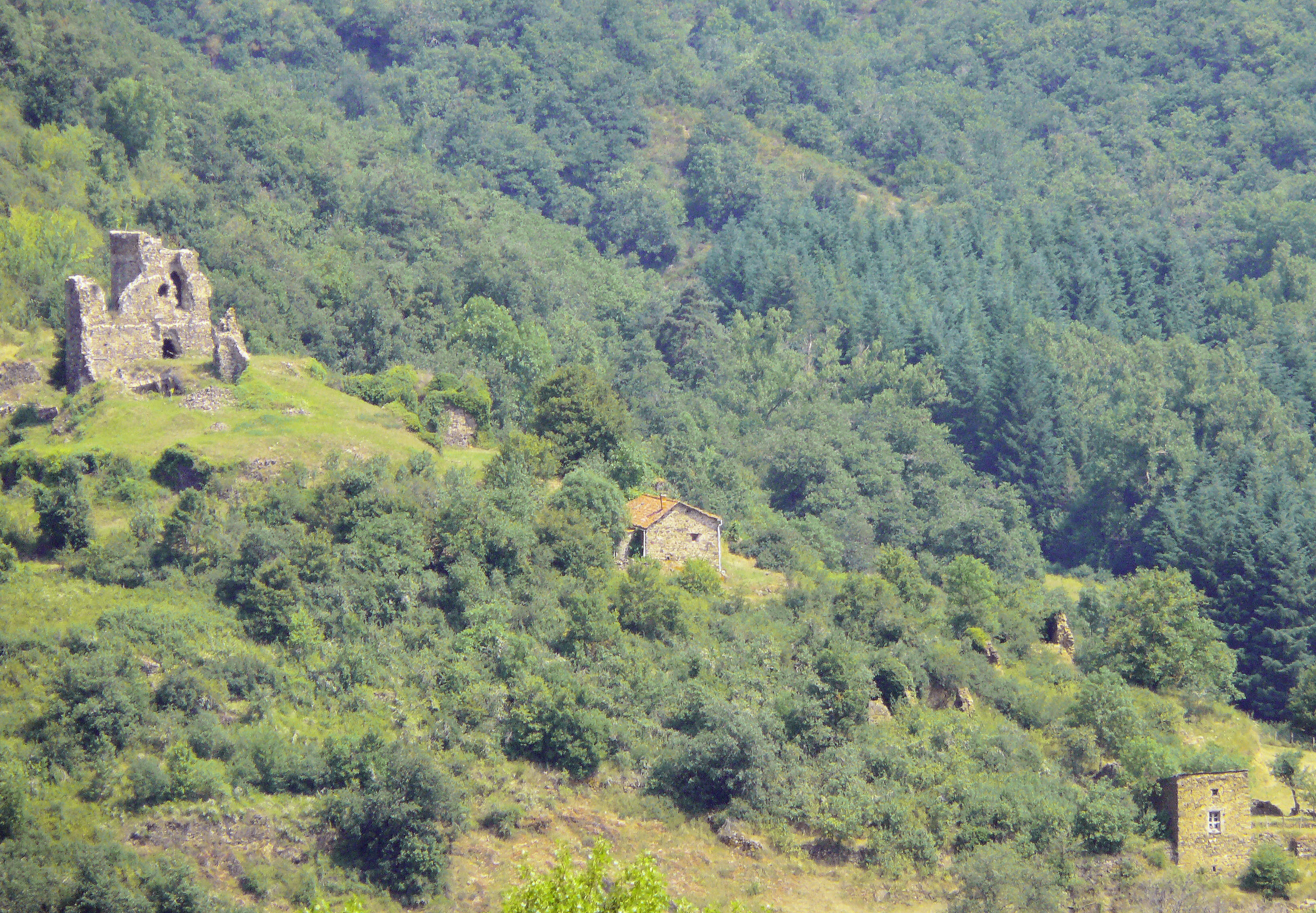
Burgruine Montgon

- Kirche Saint-Grégoire
- Burgruine Montgon
- Schloss Fleurival